# سایلیجا (شاوشات)
سایلیجا (به ترکی استانبولی: Saylıca) یک منطقهٔ مسکونی در ترکیه است که در شاوشات واقع شده‌است. سایلیجا ۱۸ نفر جمعیت دارد.